# New York Jets 1985
La stagione 1985 dei New York Jets è stata la 16ª della franchigia nella National Football League, la 26ª complessiva. Il quarterback al terzo anno Ken O'Brien ebbe il miglior passer rating della NFL con 96,2 venendo convocato per il primo Pro Bowl in carriera mentre i Jets con un record di 11–5 tornarono a qualificarsi per i playoff. Il 14 ottobre, durante l'intervallo della gara del Monday Night Football, il club ritirò il numero 12 di Joe Namath. Nei playoff, i Jets persero in casa contro i futuri campioni dell'AFC, i Patriots rivali di division.

## Scelte nel Draft 1985

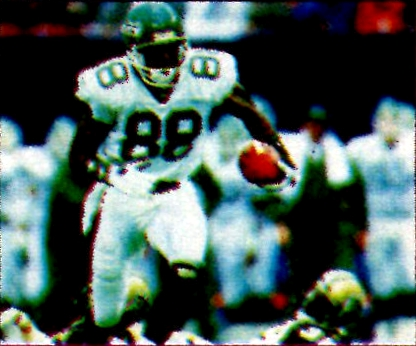
Al Toon fu scelto come decimo assoluto dai Jets nel Draft 1985, il primo ricevitore chiamato, sei posizioni prima di Jerry Rice

| Scelte dei Jets nel Draft 1985 | Scelte dei Jets nel Draft 1985 | Scelte dei Jets nel Draft 1985 | Scelte dei Jets nel Draft 1985 | Scelte dei Jets nel Draft 1985 |
| Giro                           | Scelta                         | Giocatore                      | Ruolo                          | College                        |
| ------------------------------ | ------------------------------ | ------------------------------ | ------------------------------ | ------------------------------ |
| 1                              | 10                             | Al Toon                        | WR                             | Wisconsin                      |
| 2                              | 40                             | Lester Lyles                   | DB                             | Virginia                       |
| 3                              | 67                             | Donnie Elder                   | DB                             | Memphis                        |
| 4                              | 94                             | Doug Allen                     | WR                             | Arizona St.                    |
| 5                              | 120                            | Troy Benson                    | LB                             | Pittsburgh                     |
| 5                              | 124                            | Brian Luft                     | DT                             | USC                            |
| 5                              | 134                            | Tony Smith                     | WR                             | San Jose St.                   |
| 6                              | 151                            | Jeff Deaton                    | G                              | Stanford                       |
| 6                              | 166                            | Rich Miano                     | DB                             | Hawaii                         |
| 8                              | 208                            | Matt Monger                    | LB                             | Oklahoma St.                   |
| 9                              | 235                            | Mike Waters                    | TE                             | San Diego St.                  |
| 10                             | 262                            | Kerry Glenn                    | DB                             | Minnesota                      |
| 11                             | 292                            | Brad White                     | DE                             | Texas Tech                     |
| 12                             | 319                            | Bill Wallace                   | WR                             | Pittsburgh                     |

## Roster
| Roster dei New York Jets nel 1985 |
| --- |
| Quarterback - 7 Ken O'Brien Running Back - 31 Marion Barber Jr. - 24 Freeman McNeil Wide Receiver - 22 Nick Bruckner - 87 Kurt Sohn - 88 Al Toon - 85 Wesley Walker Tight End - 81 Billy Griggs - 82 Mickey Shuler Offensive Linemen - 60 Dan Alexander T - 63 Ted Banker G - 64 Guy Bingham C - 65 Joe Fields G - 68 Reggie McElroy T - 53 Jim Sweeney T Defensive Linemen - 78 Barry Bennett DE - 99 Mark Gastineau DE - 73 Joe Klecko DT - 93 Marty Lyons DE - 76 Ben Rudolph DT Linebacker - 59 Kyle Clifton - 50 Bob Crable - 94 Rusty Guilbeau - 56 Lance Mehl Defensive Back - 27 Russell Carter CB - 39 Harry Hamilton FS - 28 Carl Howard CB - 40 Bobby Jackson CB - 29 Johnny Lynn CB - 20 Davlin Mullen CB - 21 Kirk Springs SS Special Team - 13 Dave Jennings P - 5 Pat Leahy K |
| Legenda - I rookie sono in corsivo. - Il primo ruolo è il principale mentre gli eventuali successivi indicano i ruoli secondari. - (IR) sta per Injured Reserve ed indica la lista ristretta per un solo giocatore infortunato che può tornare ad allenarsi dopo la settimana 6 e a rientrare in prima squadra dopo che questa ha giocato 8 partite. - (NF-Inj.) / (NF-Ill.) stanno rispettivamente per Non-Football Injured e Non-Football Illness ed indicano le liste dove viene inserito un giocatore che ha un infortunio o una malattia non dipendente dal football americano. - (PUP) sta per Physically Unable to Perform ed indica la lista dove viene inserito un giocatore mentre è in attesa di recuperare la condizione fisica. Nella stagione regolare dopo la sesta partita giocata dalla propria squadra, il giocatore ha tempo tre settimane per riprendere ad allenarsi, più tre settimane aggiuntive dal suo rientro agli allenamenti per rientrare in prima squadra. |

## Calendario
| Stagione regolare | Stagione regolare       | Stagione regolare | Stagione regolare             |
| Turno             | Avversario              | Risultato         | Stadio                        |
| ----------------- | ----------------------- | ----------------- | ----------------------------- |
| 1                 | at Los Angeles Raiders  | S 31–0            | Los Angeles Memorial Coliseum |
| 2                 | Buffalo Bills           | V 42–3            | The Meadowlands               |
| 3                 | at Green Bay Packers    | V 24–3            | Milwaukee County Stadium      |
| 4                 | Indianapolis Colts      | V 25–20           | The Meadowlands               |
| 5                 | at Cincinnati Bengals   | V 29–20           | Riverfront Stadium            |
| 6                 | Miami Dolphins          | V 23–7            | The Meadowlands               |
| 7                 | at New England Patriots | S 20–13           | Sullivan Stadium              |
| 8                 | Seattle Seahawks        | V 17–14           | The Meadowlands               |
| 9                 | at Indianapolis Colts   | V 35–17           | Hoosier Dome                  |
| 10                | at Miami Dolphins       | S 21–17           | Miami Orange Bowl             |
| 11                | Tampa Bay Buccaneers    | V 62–28           | The Meadowlands               |
| 12                | New England Patriots    | V 16–13 (DTS)     | The Meadowlands               |
| 13                | at Detroit Lions        | S 31–20           | Pontiac Silverdome            |
| 14                | at Buffalo Bills        | V 27–7            | Rich Stadium                  |
| 15                | Chicago Bears           | S 19–6            | The Meadowlands               |
| 16                | Cleveland Browns        | V 37–10           | The Meadowlands               |

### Playoff
| Playoff | Playoff          | Playoff              | Playoff   | Playoff         |
| Turno   | Data             | Avversario           | Risultato | Stadio          |
| ------- | ---------------- | -------------------- | --------- | --------------- |
| WC      | 28 dicembre 1985 | New England Patriots | S 26–14   | The Meadowlands |

## Classifiche
| AFC East                | AFC East | AFC East | AFC East | AFC East | AFC East | AFC East | AFC East | AFC East | AFC East |
|                         | V        | S        | P        | %        | DIV      | CONF     | PF       | PS       | STR      |
| ----------------------- | -------- | -------- | -------- | -------- | -------- | -------- | -------- | -------- | -------- |
| Miami Dolphins(2)       | 12       | 4        | 0        | .750     | 6–2      | 9–3      | 428      | 320      | V7       |
| New York Jets(4)        | 11       | 5        | 0        | .688     | 6–2      | 9–3      | 393      | 264      | V1       |
| New England Patriots(5) | 11       | 5        | 0        | .688     | 6–2      | 8–4      | 362      | 290      | V1       |
| Indianapolis Colts      | 5        | 11       | 0        | .313     | 1–7      | 2–10     | 320      | 386      | V2       |
| Buffalo Bills           | 2        | 14       | 0        | .125     | 1–7      | 2–12     | 200      | 381      | S6       |